# نيوديميوم
النيوديميوم عنصر كيميائي في الجدول الدوري له الرمز Nd والعدد الذري 60 وهو من اللانثانيدات وهو عنصر فلزي نادر لونة أبيض فضي، يفقد بريقه بسهولة في الهواء تم اكتشاف النيوديميوم في عام 1885 من قبل الكيميائي النمساوي كارل أوير فون، على الرغم من أن النيوديميوم يُصنّف انه نادر في الأرض، إلا أنه عنصر شائع إلى حدٍ ما، وليس أكثر ندرة من الكوبلت أو النيكل أو النحاس، ويتم توزيعه على نطاق واسع في القشرة الأرضية يتم استخراج معظم النيوديميوم التجاري في العالم في الصين.
تم استخدام مركبات النيوديميوم لأول مرة تجاريًا كأصباغ زجاجية في عام 1927، وهي لا تزال تستخدم كمواد مضافة في صناعة العدسات. غالباً ما يكون لون مركبات النيوديميوم - بسبب أيون Nd+3 أرجوانيًا ضارب إلى الحمرة ولكنه يتغير حسب نوع الإضاءة، ويستخدم النيوديميوم أيضا في أشعة الليزر التي تصدر الأشعة تحت الحمراء ذات الأطوال الموجية بين 1047 و 1062 نانومتر.
استخدام آخر مهم للنيوديميوم هو بمثابة مكون في السبائك المستخدمة لصنع مغناطيس النيوديميوم عالية القوة
وتستخدم هذه المغانط على نطاق واسع في منتجات مثل الميكروفونات، ومكبرات الصوت الاحترافية، وسماعات الأذن، والمحركات الكهربائية عالية الأداء من نوع DC ، والأقراص الصلبة في الكمبيوتر، حيث تتطلب كتلة مغناطيسية منخفضة (أو حجم) ومجالات مغناطيسية قوية. تستخدم مغناطيسات النيوديميوم الكبيرة في المحركات الكهربائية عالية القوة مقابل الوزن (في السيارات الهجينة)

## الأكتشاف
أكتشف عنصر النيوديميوم العالم النمساوي كارل أوير فون عام 1885

## أصل الأسم
أصل الاسم مشتق من الكلمة اليونانية neos didymos ومعناها التوأم الجديد

## الخصائص الكيميائية
النيوديميوم عنصر موجب الشحنة تماما، ويتفاعل ببطء مع الماء البارد، ولكن بسرعة مع الماء الساخن لتشكيل هيدروكسيد النيوديميوم (الرابع):
```
(2Nd(s) + 6 H2O (l) → 2 Nd(OH)3 (aq) + 3 H2 (g
```

يتفاعل معدن النيوديميوم بقوة مع الهالوجينات:
(2Nd(s) + 3 F2 (g) → 2 NdF3 (s [مادة بنفسجة]
(2Nd(s) + 3 Cl2 (g) → 2 NdCl3 (s [مادة بنفسجي فاتح]
```
(2Nd(s) + 3 Br2 (g) → 2 NdBr3 (s [مادة بنفسجية]
(2Nd(s) + 3 I2 (g) → 2 NdI3 (s[مادة خضراء]
```

## التطبيقات
مغناطيس نيوديميوم
مغناطيس النيوديميوم (في الواقع سبيكة، Nd2Fe14B) هي من اقوى المغانط المعروفة. يمكن لمغناطيس النيوديميوم ببضع جرامات أن يرفع ألف مرة وزنه. هذه المغانط هي أرخص وأخف وزنا وأقوى من مغناطيس السمريوم الكوبالت التقليدي. ومع ذلك، فهي ليست متفوقة في كل جانب، حيث أن المغناطيسات القائمة على النيوديميوم تفقد مغناطيسيتها في درجات حرارة منخفضة وتميل إلى الصدأ، في حين لا تفعل مغنطيس السمريوم الكوبالت ذلك.
تظهر مغناطيسات النيوديميوم في منتجات مثل الميكروفونات، ومكبرات الصوت الاحترافية، وسماعات الأذن، والإيتار، والأقراص الصلبة في الكمبيوتر، حيث تتطلب حقولًا منخفضة الكتلة أو صغيرة الحجم ومغناطيسية قوية. ويتم استخدام النيوديميوم في المحطات الكهربائية للسيارات الهجين والكهربائية، على سبيل المثال، تتطلب المحركات الكهربائية تويوتا بريوس كيلوغرام واحد (2.2 رطل) من النيوديميوم لكل مركبة.